# 渴盤陀國
渴盘陀，盘又可作槃，陀又可作陁。又称渴槃陁、渴槃陀、渴祗陀、渴罗槃陀、羯盘陀、汉盘陀、诃盘陁、朅槃陁、朅盘陀、喝盘陀、汉陀、渴罗陀、渴饭檀、伽余罗逝。南北朝时西域帕米尔高原上的小国，国都在今新疆塔什库尔干塔吉克自治县城东北石头城遗址。
渴盘陀前身为蒲犁国，约在中国北魏时形成。其地在蔥嶺山中，西邻滑国，南接罽宾国，北连沙勒国，治所在山谷中。城周方圆十余里，有十二座城。渴槃陀地处塔里木盆地西缘，其风俗与于阗同。衣着长身小袖袍、小口裤。渴盘陀气候寒冷，土壤稀少，地控丝绸之路中、印线上的要冲。境内气候寒冷，土壤稀少，中心地区的海拔约3700米，四周有萨雷阔勒山、昆仑山、喀喇昆仑山等山脉。居民从事农牧业，有文字，信佛教，人劲悍，外貌、语言与于阗同。
渴盘陀与北魏有来往。453年（兴安二年），渴槃陁国遣使朝贡。南北朝时国势最盛。唐朝初年，渴盘陀曾遣使朝贡唐朝。后国势渐衰，唐玄宗开元年间，渴盘陀国灭亡。隨後唐朝在渴盘陀设置葱岭守捉，实行有效管辖。

## 延伸阅读
[在维基数据编辑]
 《欽定古今圖書集成·方輿彙編·邊裔典·渴盤陀部》，出自陈梦雷《古今圖書集成》
 《梁書/卷54》，出自姚思廉《梁書》